# Lamprosema conisota
Lamprosema conisota là một loài bướm đêm trong họ Crambidae.